# Нантёй-ле-Одуэн

Нантёй-ле-Одуэн (фр. Nanteuil-le-Haudouin) — коммуна на севере Франции, регион О-де-Франс, департамент Уаза, округ Санлис, центр одноименного кантона. Расположена в 35 км к югу от Компьеня и в 51 к северо-востоку от Парижа, в 1 км от национальной автомагистрали N2. На западе коммуны находится железнодорожная станция Нантёй-ле-Одуэн линии Плен-Сен-Дени―Ирсон.
Население (2018) — 4 249 человек.

## Достопримечательности
- Церковь Святого Петра XII века в готическом стиле
- Развалины средневекового шато Нантёй
- Античный мост через речку Нонет

## Экономика
Структура занятости населения:
- сельское хозяйство — 0,7 %
- промышленность — 9,2 %
- строительство — 6,4 %
- торговля, транспорт и сфера услуг — 55,1 %
- государственные и муниципальные службы — 28,6 %

Уровень безработицы (2017) — 11,0 % (Франция в целом — 13,4 %, департамент Уаза — 13,8 %). 

Среднегодовой доход на 1 человека, евро (2018) — 22 500 (Франция в целом — 21 730, департамент Уаза — 22 150).

## Демография
Динамика численности населения, чел.

## Администрация
Пост мэра Нантёй-ле-Одуэна с 2014 года возглавляет член партии Республиканцы Жиль Селье (Gilles Sellier), член Совета департамента Уаза от кантона Нантёй-ле-Одуэн. На муниципальных выборах 2020 года возглавляемый им правый список победил в 1-м туре, получив 59,81 % голосов.
| Период | Период | Фамилия       | Партия                                                       | Примечания                                                              |
| ------ | ------ | ------------- | ------------------------------------------------------------ | ----------------------------------------------------------------------- |
| 1976   | 1977   | Мишель Жюно   | Национальный центр независимых и крестьян                    | депутат Национального собрания Франции, депутат Европейского парламента |
| 1977   | 1995   | Жан-Пьер Анье | Социалистическая партия                                      |                                                                         |
| 1995   | 2008   | Филипп Дюпиль | Объединение в поддержку Республики Союз за народное движение |                                                                         |
| 2008   | 2014   | Филипп Коффен | Социалистическая партия                                      |                                                                         |
| 2014   |        | Жиль Селье    | Союз за народное движение Республиканцы                      | жандарм в отставке, член Совета департамента                            |

## Города-побратимы
- Альтдорф, Германия

## Галерея

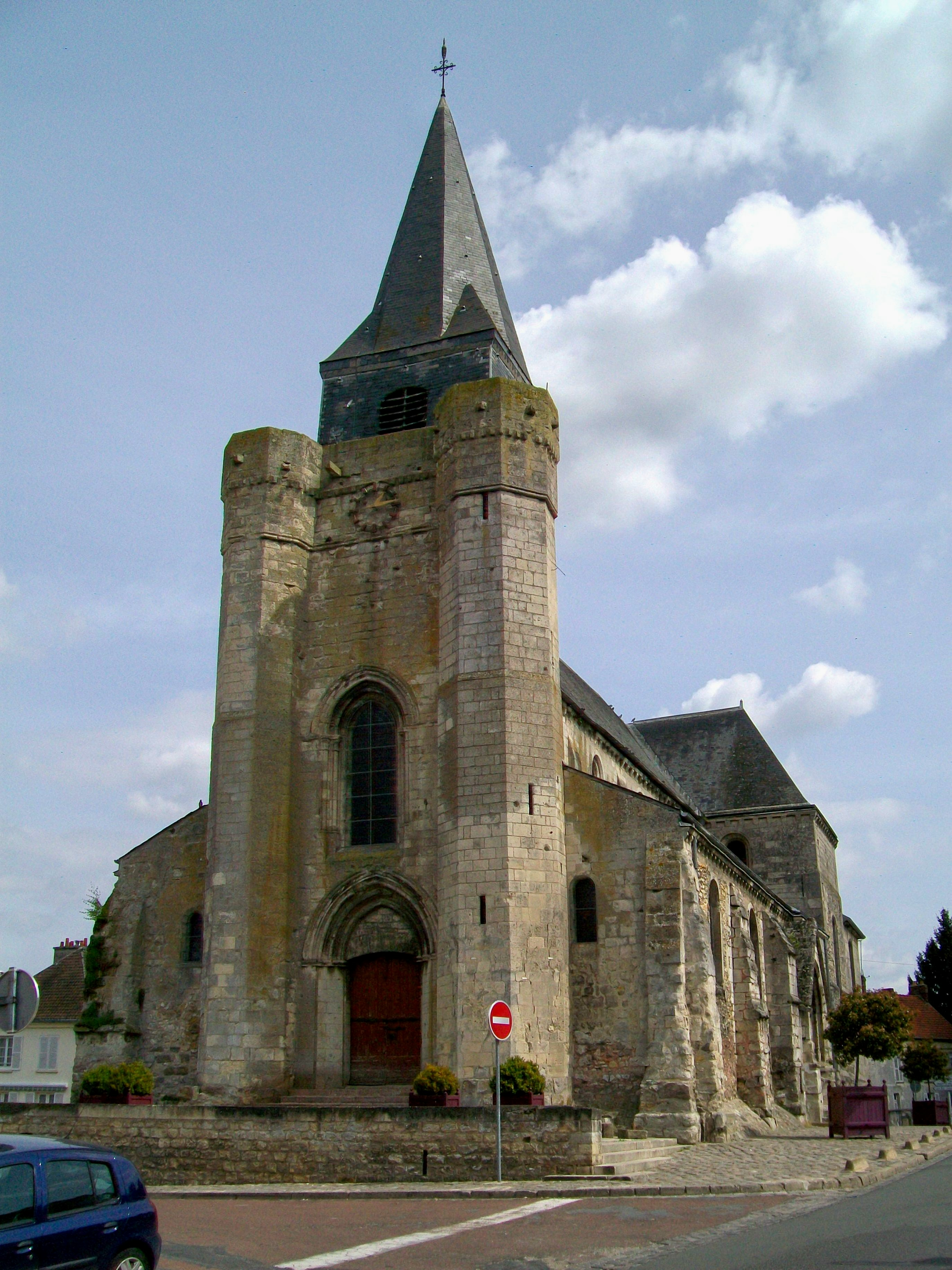
Церковь Святого Петра
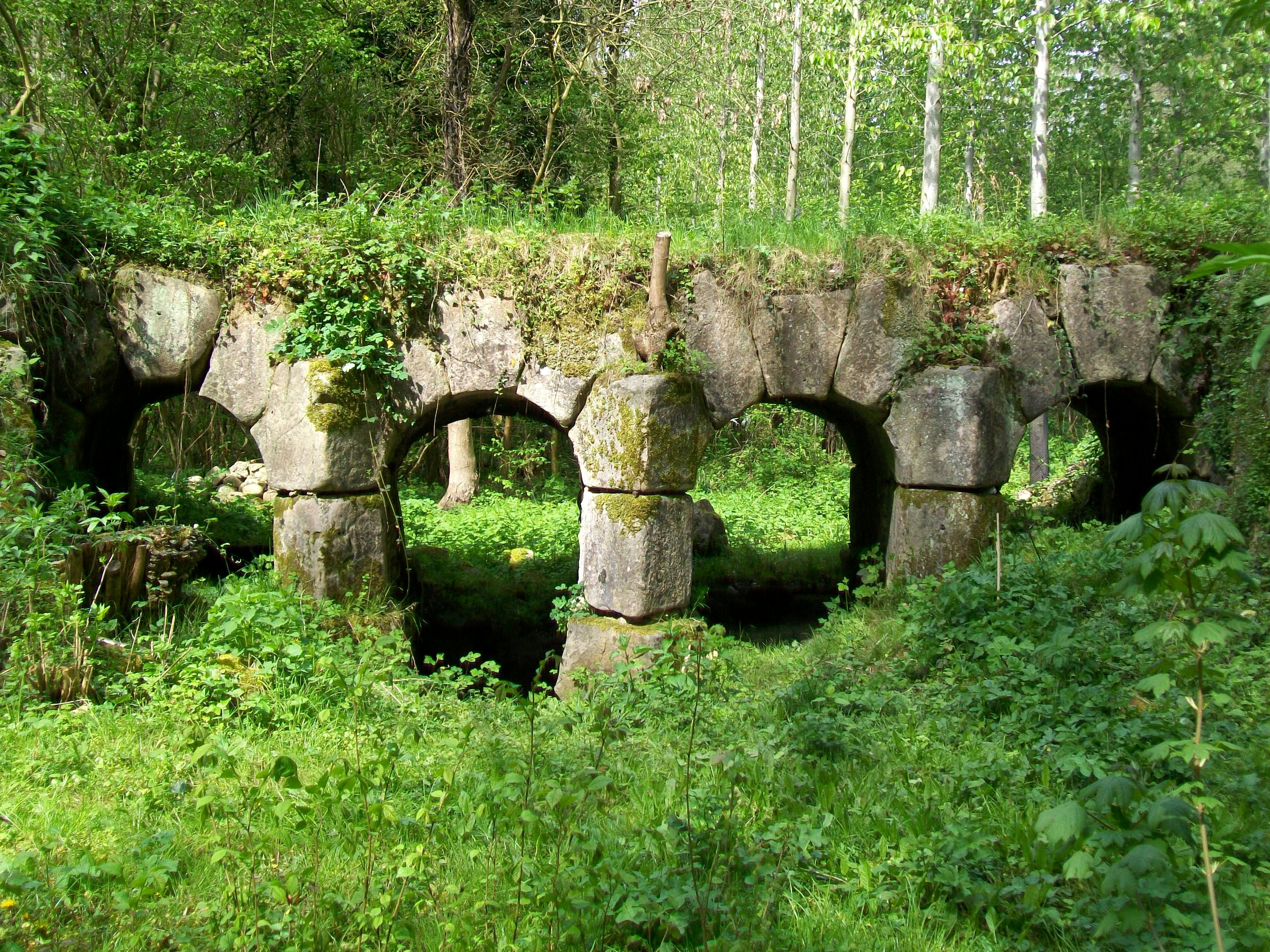
Мост через речку Нонет
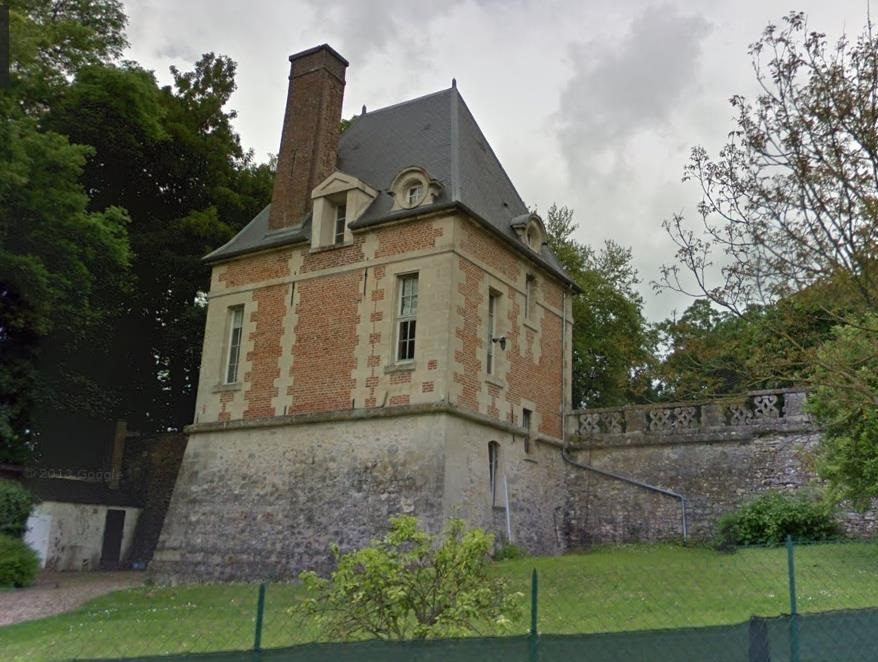
Павильон бывшего шато

1. 1 2  база данных о французских коммунах — Национальный географический институт Франции, 2015.